# Кальзан
Кальза́н (фр. Calzan) — коммуна во Франции, находится в регионе Юг — Пиренеи. Департамент коммуны — Арьеж. Входит в состав кантона Вариль. Округ коммуны — Памье.
Код INSEE коммуны — 09072.

## Население
Население коммуны на 2008 год составляло 28 человек.
| 1962 | 1968 | 1975 | 1982 | 1990 | 1999 | 2008 |
| ---- | ---- | ---- | ---- | ---- | ---- | ---- |
| 35   | 37   | 30   | 32   | 25   | 25   | 28   |

## Экономика
В 2007 году среди 15 человек в трудоспособном возрасте (15—64 лет) 13 были экономически активными, 2 — неактивными (показатель активности — 86,7 %, в 1999 году было 63,2 %). Из 13 активных работали 9 человек (7 мужчин и 2 женщины), безработных было 4 (2 мужчины и 2 женщины). Среди 2 неактивных 1 человек был учеником или студентом, 0 — пенсионерами, 1 был неактивным по другим причинам.